# 퍼플 마운틴스
퍼플 마운틴스(영어: Purple Mountains)는 미국의 인디 록 프로젝트이자 밴드로, 음악가이자 시인인 데이비드 버먼의 1인 밴드였다. 2019년 5월, 데이비드 버먼이 이전에 활동하던 그룹인 실버 주스에서 나간지 10년이 더 된 기간에 프로젝트가 시작되었다. 밴드의 이름과 동명의 음반이 같은해 7월에 발매되었다. 밴드 우즈의 자비스 타베니에르와 제러미 얼이 프로듀싱하였다. 프로젝트의 이름은 ‘America the Beautiful’의 가사인 "Purple Mountain majesties"의 몬더그린이다. 이후 얼마 가지 않은 2019년 8월 7일, 버먼이 사망하면서 프로젝트는 막이 내려졌다.

## 배경
버먼은 2018년 음악 작업을 다시 시장하였으며, 요나탄 갯의 음반 “Universalists”에 공동 프로듀서로 참여하였다. 2018년 12월 12일, 페이브먼트와 실버 주스의 멤버인 밥 나스타노비치는 팟캐스트에서 데이비드 버먼이 자신이 운영하는 블로그의 이름과 동일한 퍼플 마운틴스라는 이름으로 2019년에 활동할지도 모른다고 밝혔다.
오스트레일리아의 전자 음악 그룹이자 버먼과 과거에 작업을 한 적이 있었던 애벌랜셰스(The Avalanches)가‘All My Happiness Is Gone’의 리믹스 버전에 참여하였다.
2019년 8월 7일, 버먼이 자살로 생을 마감하였다.

## 디스코그래피

### 정규 음반
- Purple Mountains (2019)

### 싱글
- "All My Happiness Is Gone" (2019)[7]
- "Darkness and Cold" (2019)
- "Margaritas at the Mall" (2019)